# بسملة جراليند
بسملة جراليند ( قالب:Lahirmati ) هي ممثلة إندونيسية .

## حياة مهنية
ظهر لأول مرة في فيلمه صفقة مع الشيطان في عام 2019.

## حياة خاصة
وهو الأخ الأصغر للممثلة بلقيس جراليند. 

## فيلموغرافيا

### أفلام[4][5]
| سنة  | عنوان           | شخصية         | ملحوظات |
| ---- | --------------- | ------------- | ------- |
| 2019 | صفقة مع الشيطان | لارا          |         |
| 2019 | الطفل الميت     | آنا           |         |
| 2019 | حبيبي وعينون 3  | عينون الصغيرة |         |
| 2020 | ابن الشاطئ      | الجدة         |         |

## مرجع
1. ↑   https://www.popmama.com/community/groups/life/random-chat/profil-dan-biodata-basmalah-gralind. {{استشهاد ويب}}: |url= بحاجة لعنوان (مساعدة) والوسيط |title= غير موجود أو فارغ (من ويكي بيانات) (مساعدة)
2. ↑   https://www.suarakarya.id/wisata/2608316045/profil-dan-biodata-basamalah-gralind-lengkap-dengan-karir-dan-hubungannya-dengan-raden-rakha-daniswara. {{استشهاد ويب}}: |url= بحاجة لعنوان (مساعدة) والوسيط |title= غير موجود أو فارغ (من ويكي بيانات) (مساعدة)
3. ↑  Liputan6.com (17 Jan 2019). "Syuting Perjanjian dengan Iblis, Artis Cilik Basmalah Gralind Alami Kejadian Aneh". liputan6.com (بالإندونيسية). Archived from the original on 2023-04-07. Retrieved 2021-08-30.{{استشهاد ويب}}:  صيانة الاستشهاد: أسماء عددية: قائمة المؤلفين (link)
4. ↑  "Basmalah Gralind". IMDb (بالإنجليزية). Archived from the original on 2024-03-30. Retrieved 2021-08-30.
5. ↑  "Basmalah Gralind". filmindonesia.or.id. مؤرشف من الأصل في 2023-04-07. اطلع عليه بتاريخ 2021-08-30.

## رابط خارجي
- بسملة جراليند على إنستغرام